# Walter Cormac Locke O'Carroll
Walter Cormac Locke O'Carroll, britanski general, * 1893, † 1957.